# 張繡

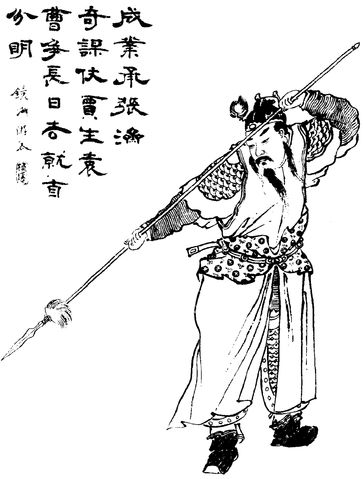
張繡

張繡（159—207年），武威郡袓厲縣（今甘肅省白銀市會寧縣西北）人，東漢末年的武將和軍閥，董卓手下將領張濟的侄子。

## 生平
159年生。185年，韓遂與邊章在涼州起兵造反，袓厲縣長劉雋與麴勝作戰被殺。當時張繡為縣吏，尋找機會殺了麴勝，為劉雋報仇，武威郡内的百姓都認為他很講道義。此後跟隨叔父張濟為董卓效力，建立軍功，遷為建忠將軍，封宣威侯。董卓死後，其手下李傕、郭汜又殺入長安奪取政權，後來又彼此爭鬥，張濟為他們說和，派張繡為人質。
張濟於197年因為進攻荊州牧劉表鎮守的南陽，中流矢戰死，不過張繡卻得到劉表的接納，接管了張濟的軍隊，佔據宛城，與劉表聯合。
此後，曹操率軍攻打宛城，張繡舉眾投降。由於曹操好色，染指於張繡的嬸母——張濟之妻，將張濟之妻納為妾室，張繡懷恨在心。曹操聽聞張繡心懷不滿，也密謀誅除張繡。張繡有一勇將胡車兒，曹操愛其驍健，於是賞賜金錢給胡車兒，張繡懷疑這是曹操收買叛徒的手段，遂決定先下手為強，襲擊曹操軍并擊斃曹操長子曹昂、侄曹安民與大將典韋，將曹操暫時驅逐出宛城地區，並於此後與曹操持續對抗。
不久袁紹與曹操戰於官渡，袁紹派人到張繡處，要與張繡結盟，張繡的謀士賈詡嚴詞反對，以三計建議張繡降曹，并将女兒嫁與曹操之子曹均以結為親家。200年，官渡之戰後，曹操封賞部下，張繡力戰有功，任破羌將軍。此後他跟隨曹操在南皮擊敗袁譚，再授予食邑凡2000戶。當時因天下戶口減耗，諸將未有滿千戶者，而張繡的封戶算是特别多的。
《三國志》記載，207年，張繡隨曹操出征烏桓，在行軍至柳城途中病死，諡定侯。不過裴注引《魏略》則記載了另一說法，張繡被曹丕責備以前殺死了哥哥曹昂的事，認為曹家并未忘記昔日恩怨，心不自安，於是自殺。
張繡兒子張泉襲爵，封長樂衛尉。可是後來卻捲進了魏諷的謀反事件，被視為同黨誅戮。

## 民間藝術

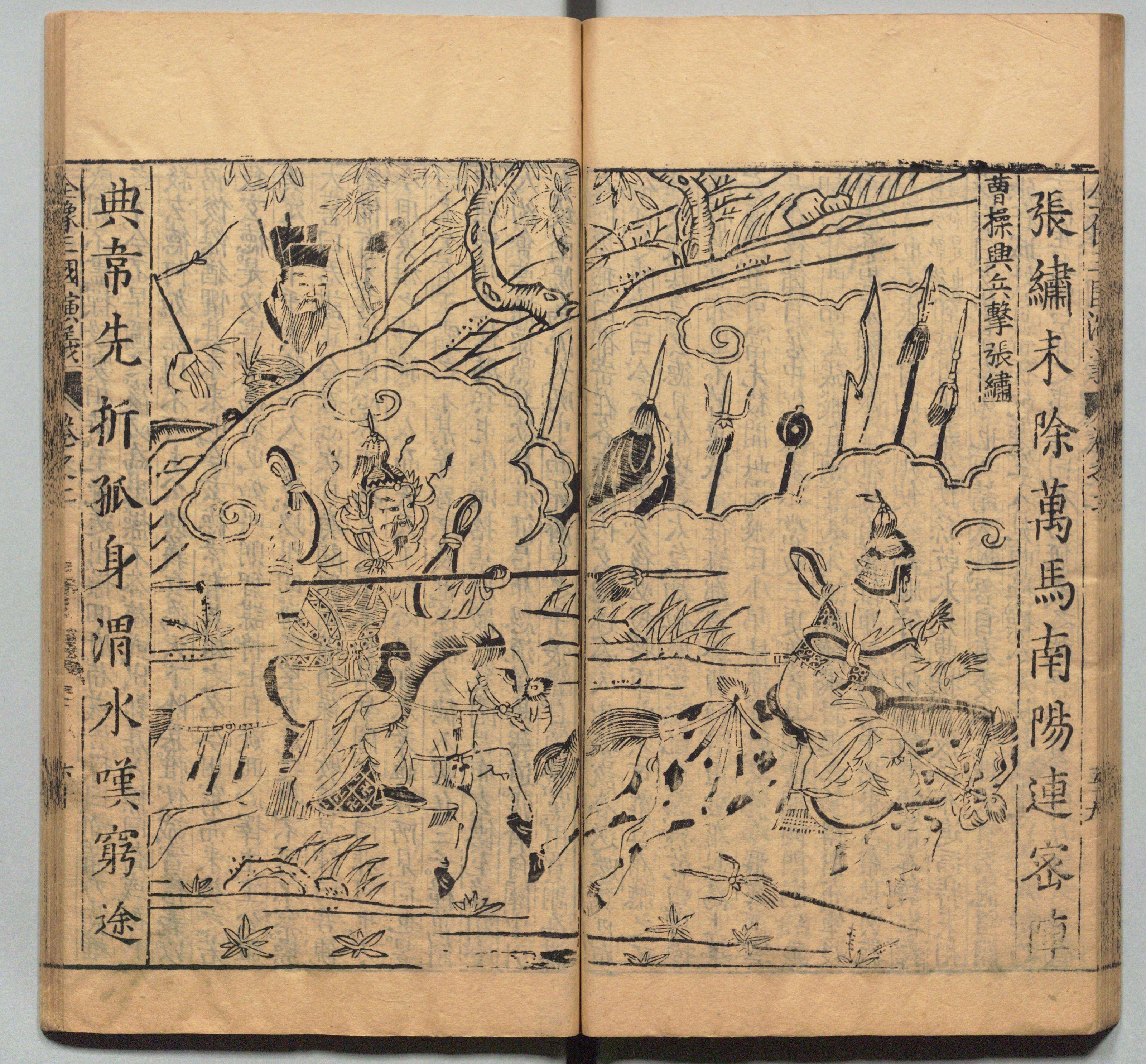
周曰校插图版《三国志通俗演义》中的曹操兴兵攻打张绣

在很多後代評書評話中，張繡的形象與《三國志》甚至《三國演義》都有很大的差别。他被稱為「北地槍王」、「宛城侯」，成為槍法名將，不過最終在長坂坡死在同樣使長槍的趙雲手下。

### 影视形象
- 1994年電視劇《三國演義》：韩善续饰演张绣
- 1999年电视剧《曹操》：王兴刚饰演张绣
- 2010年电视剧《三国》：王军饰演张绣
- 2014年电视剧《曹操》：张文明饰演张绣
- 2018年電視劇《三国机密之潜龙在渊》：王澤宗飾演張繡
- 2021年電影《赵云传之莫问少年狂》：李柏誼飾演張繡

### 動漫形象
- 《蒼天航路》（王欣太）
- 《火鳳燎原》（陳某）、火鳳燎原外傳小說《敗將》（王貽興）：於宛城之役中登場，本來已降曹操，但在龐統離間計下反曹，宛城之役後因劉表吞併下曾一度失勢，後聽從賈詡重新降曹，隨曹軍出征多場戰争。

## 家庭

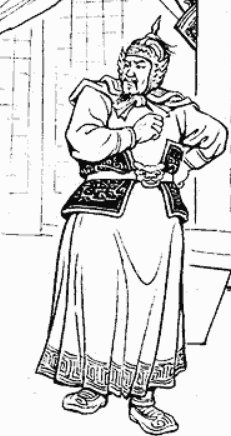
连环画《三国演义》（1957年版）中的张绣画像

### 叔伯
- 張濟，張繡之季父。[4]
- 張濟之妻，姓名不詳（《三國演義》稱鄒氏），後被曹操納為妾室。

### 子女
- 張泉，張繡的兒子，後來因捲進魏諷的謀反事件而被處死。
- 張氏，張繡的女兒，後來嫁給曹操的兒子曹均。

## 部下
- 賈詡
- 胡車兒
- 雷敘、張先（皆為《三國演義》虛構角色，張先為許褚所殺）

## 盟友
- 劉表

## 评价
- 陈寿：“燕、绣、鲁舍群盗，列功臣，去危亡，保宗祀，则于彼为愈焉。”（《三国志·魏书·二公孙陶四张传第八》）
- 贾诩：“将军（指张绣）虽善用兵，非曹公敌也。军虽新退，曹公必自断后；追兵虽精，将既不敌，彼士亦锐，故知必败。曹公攻将军无失策，力未尽而退，必国内有故；已破将军，必轻军速进，纵留诸将断后，诸将虽勇，亦非将军敌，故虽用败兵而战必胜也。”（《三国志·贾诩传》）

## 延伸阅读
[在维基数据编辑]
 《三國志·卷08》，出自陳壽《三國志》
 在维基共享资源阅览影像